# Bataguassu
Bataguassu là một đô thị thuộc bang Mato Grosso do Sul, Brasil. Đô thị này có diện tích 2416,718 km², dân số năm 2007 là 18679 người, mật độ 7,73 người/km².